# باراغواري
باراغواري  هي إدارة في باراغواي، عاصمتها هي باراغواري ،رمزها البريدي هو 4000.

## جغرافيا
تقع الإدارة في جنوب باراغواي و تبلغ مساحتها 462 كيلومتر مربع .

## ديموغرافيا
بلغ عدد سكانها  221,932 نسمة  (تعداد 2002)

## أعلام
- فيديريكو شافيز
- فرانسيسكو أرسي